# Chiesa collegiale di Notre-Dame-d'Espérance
La chiesa collegiale di Notre-Dame-d'Espérance è un edificio di culto cattolico che si trova in Francia, nel comune di Montbrison, dipartimento della Loira, regione Alvernia-Rodano-Alpi.

## Storia
Nel XII secolo, Montbrison si trovava sulla riva sinistra del fiume Vizézy. Il castello dei conti di Forez si trova sulla sommità della collina vulcanica. Esso venne distrutto ai tempi della Lega cattolica del duca di Guisa, nel 1595, dal duca di La Guiche. Sull'altra riva del fiume, a distanza di poco più di un chilometro verso sud, si trova il comune di Moingt, antica stazione termale romana, dove i conti di Forez avevano un castello, di fianco alla chiesa di San Giuliano, del quale non rimangono che parti di mura.
La storia della collegiale ha inizio quando il conte di Forez, Ghigo IV, decise d'innalzare una collegiale dedicata alla Vergine. Egli scelse come luogo per la nuova collegiale la riva destra del fiume Vizézy. Attorno alla collegiale e intorno all'Hôtel-Dieu, ospedale costruito qualche anno prima in quel luogo.
I lavori ebbero inizio nel 1212. Nel 1223 il conte decise di far redigerne, nel suo castello di Moingt, l'atto di fondazione, che notificò solennemente il 15 luglio davanti alla chiesa di San Giuliano di Antiochia in presenza di suo zio, Rinaldo di Forez, arcivescovo di Lione.
Il 23 novembre 1226, quando la costruzione del coro era in stato sufficientemente avanzato da permettere di celebrarvi gli uffizi canonici, il conte fece posare da suo figlio Ghigo V, la pietra d'onore della chiesa al fondo dell'abside, sotto la finestra centrale.

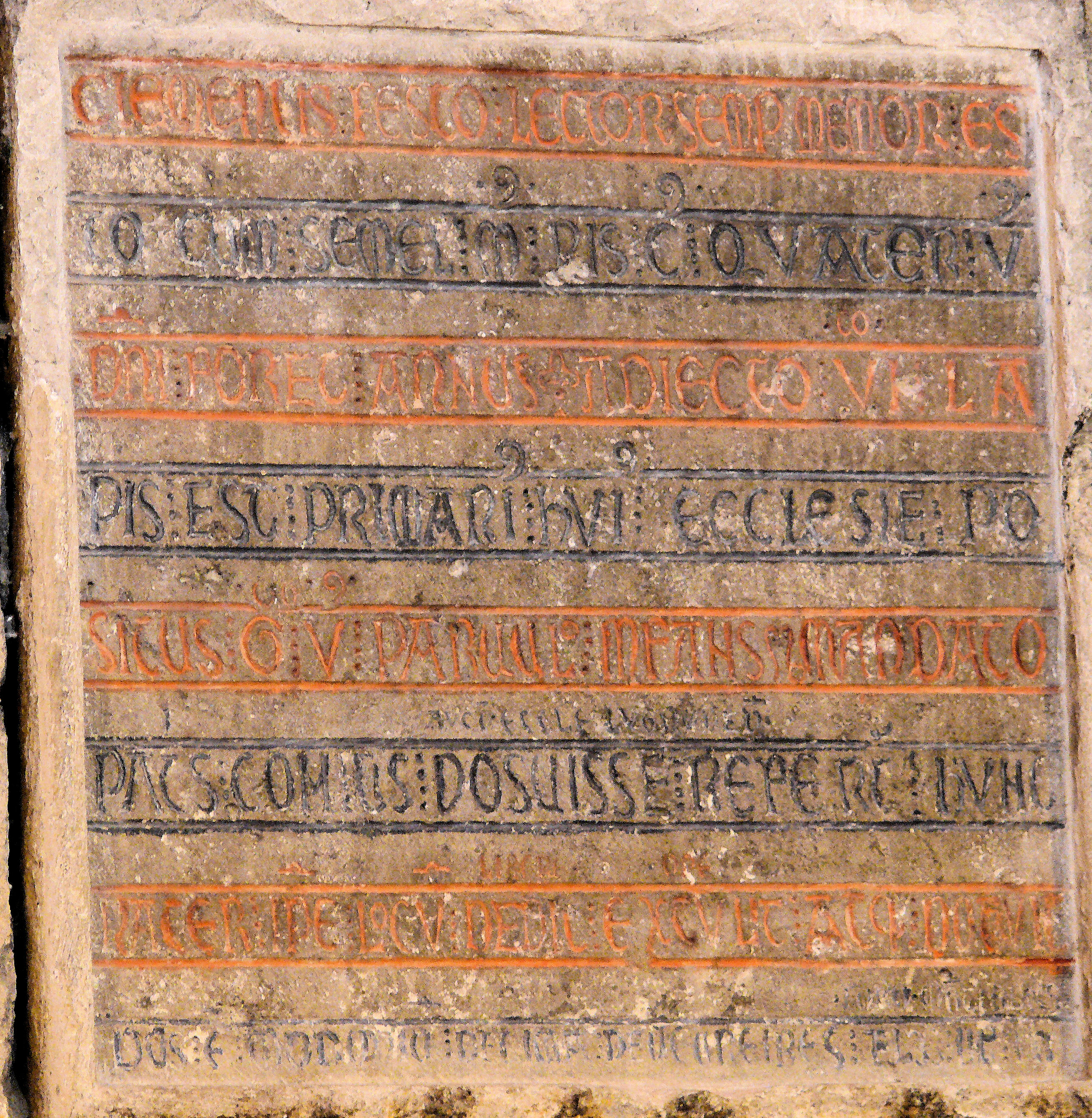
Pietra d'onore posata nel 1226

Il conte aveva preso l'impegno, per sé e per i suoi successori, di continuar la costruzione della collegiale fino alla sua completezza. Ci sono voluti 250 anni per erigere l'attuale edificio. Esso è orientato in direzione est-ovest.
Dopo la costruzione del coro, la campata della navata che segue fu costruita alla fine del XIII secolo o all'inizio del XIV. Questa nuova fase della costruzione si caratterizza dal cambio dell'altezza e della larghezza della navata centrale in rapporto al coro. Le due successive furono costruite nella prima metà del XIV secolo, la terza alla fine. Su due capitelli vi sono le arme di Luigi II di Borbone e di Anna, Delfina d'Alvernia, datate dal 1396. Le due campate a ovest sono state erette all'inizio del XV, seguendo lo stesso schema.
La costruzione del portale della collegiale fu iniziata da Carlo I di Borbone e dalla duchessa Agnese di Borgogna e terminata nel 1459. I lavori della facciata occidentale furono terminati nel 1466 da Giovanni II di Borbone.
Le otto cappelle laterali furono aggiunte tra il 1480 e il 1516. Le due cappelle costruite sulla navata nord furono erette da Florimondo Robertet, ministro dei re Carlo VIII, Luigi XII e Francesco I, e da Jacques Robertet, vescovo di Albi e figlio di Jean Robertet.
La cappella dei Parin, sul lato sud, fu costruita nel 1491 da Mathieu de Bourbon. Due cappelle sono state riunite per formare la cappella della Vergine. Nell'antica cappella di Santa Caterina, oggi di Sant'Andrea, fondata dal canonico Clément Rosset, si trova un dipinto murale rappresentante Santa Caterina d'Alessandria con il canonico ai suoi piedi. La porta sud fu aperta in questa cappella nel 1844.

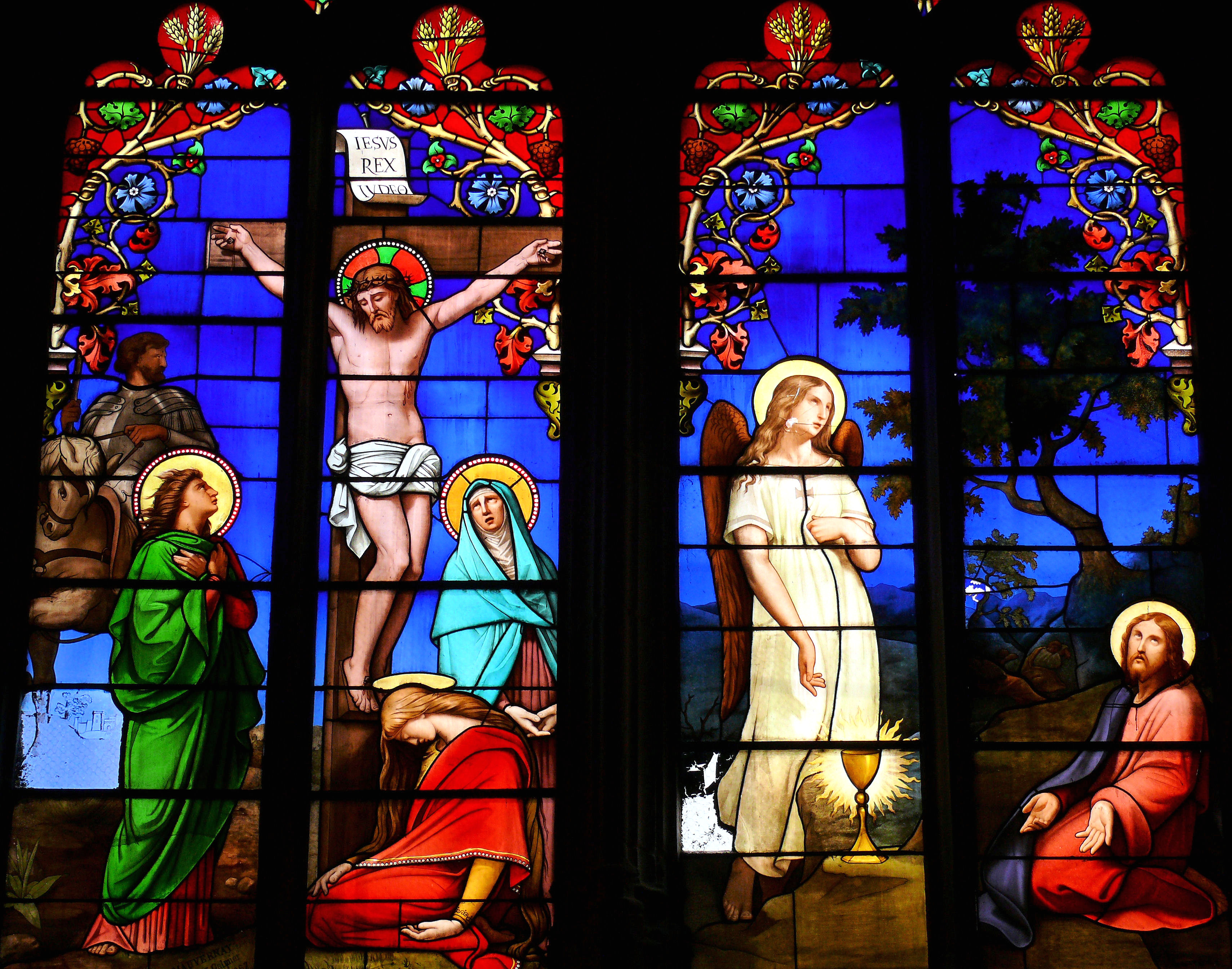
Vetrata del XIX secolo

Sul lato nord della chiesa è stato aggiunto, all'inizio del XIV secolo, un piccolo portico. Il timpano è moderno.
Durante la rivoluzione francese la collegiale è stata un tempio della Ragione. La chiesa fu saccheggiata nel 1793 dalle truppe di Claude Javogues quando vi si acquartierarono.
La chiesa è classificata Monumento storico di Francia dal 1840.
Tre vetrate dell'abside sono state posate nel 1846 Crozet, curato e arciprete di Notre-Dame, nel quadro dei restauri della chiesa diretti da Pierre Bossan, coadiuvato in particolare dallo scultore Guillaume Bonnet. Essi sono stati realizzati dal pittore-vetraio di Metz, Charles-Laurent Maréchal. La quarta vetrata, quella più a nord, fu posata nel 1904 dall'abate Bosse, curato della parrocchia. Essa è stata realizzata da Lucien Bégule, pittore-vetraio di Lione. I vetri in alto dell'abside sono stati realizzati dal pittore-vetraio Laurent Gsell, verso il 1888.

## Architettura

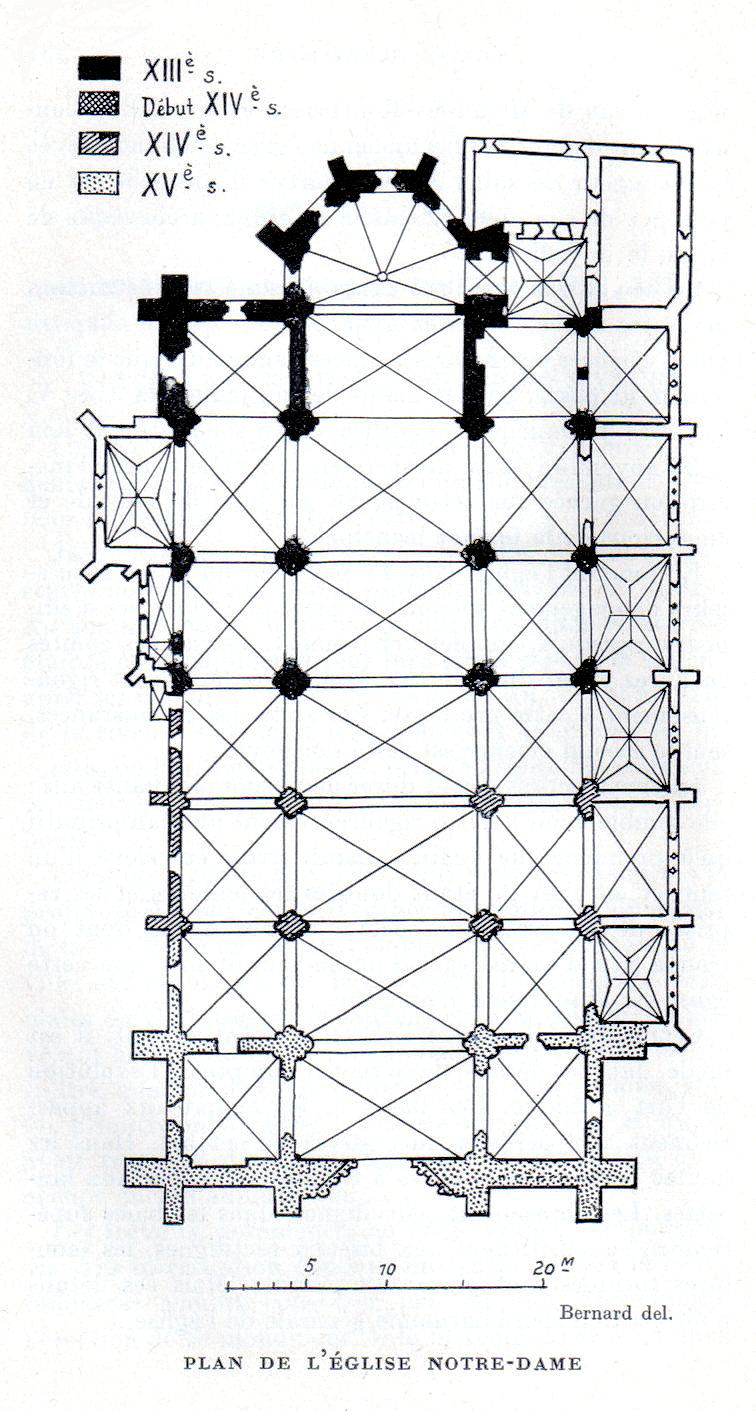
Pianta della collegiale (Congresso archeologico di Francia del 1935, da Auguste Bernard nel 1848)

La collegiale è una chiesa gotica costruita dall'inizio del XIII secolo alla seconda metà del XV, eretta da est (coro) verso ovest (portale e torre).
La chiesa comprende tre navate senza transetto con una navata principale di cinque campate e una campata destra per il coro. L'abside è poligonale con cinque lati. Ciascuna navata termina con una cappella posta a livello del coro.
Cappelle laterali sono state aggiunte alla fine del XV secolo e all'inizio del XVI.

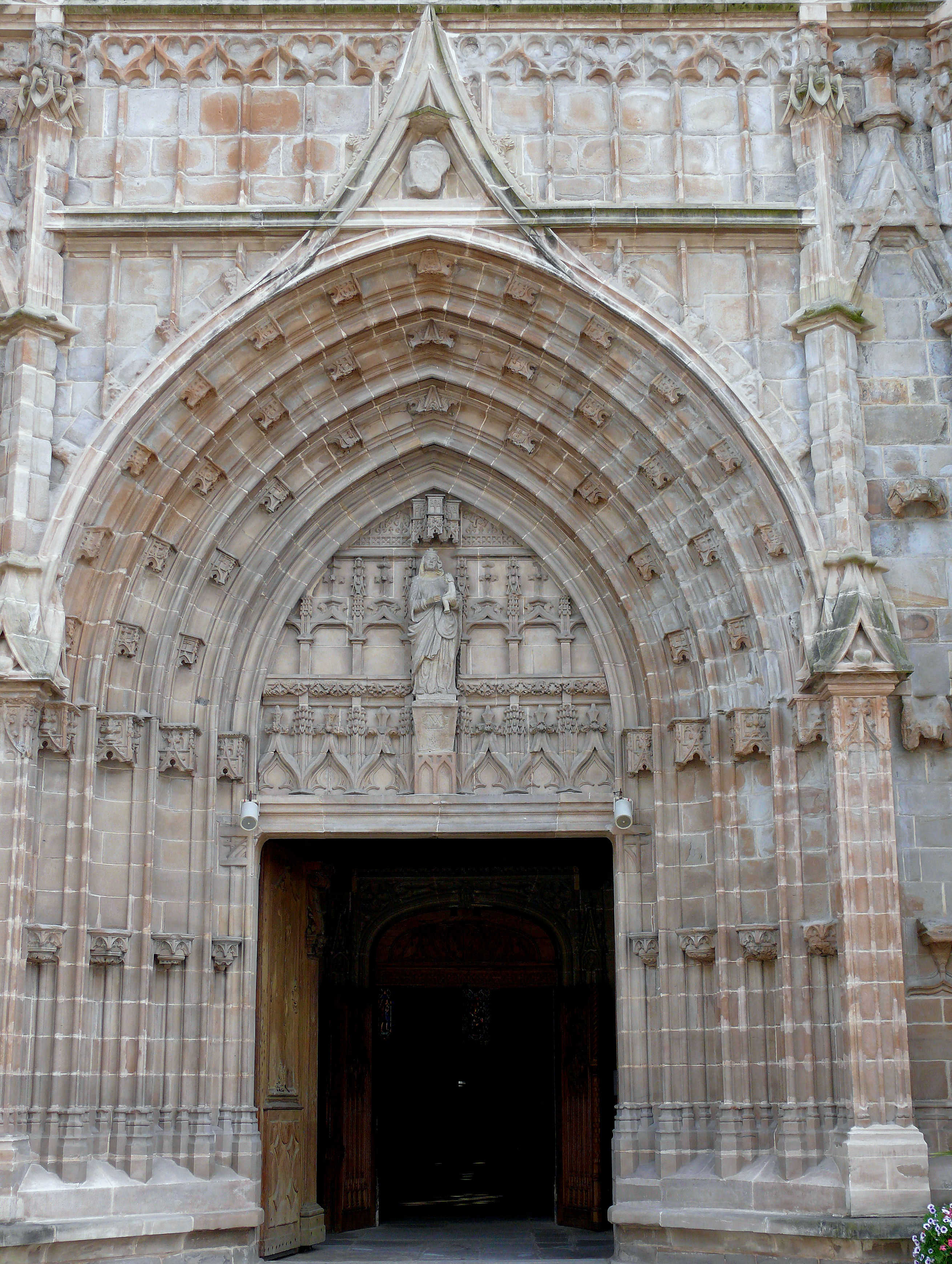
Portale occidentale terminato nel 1459
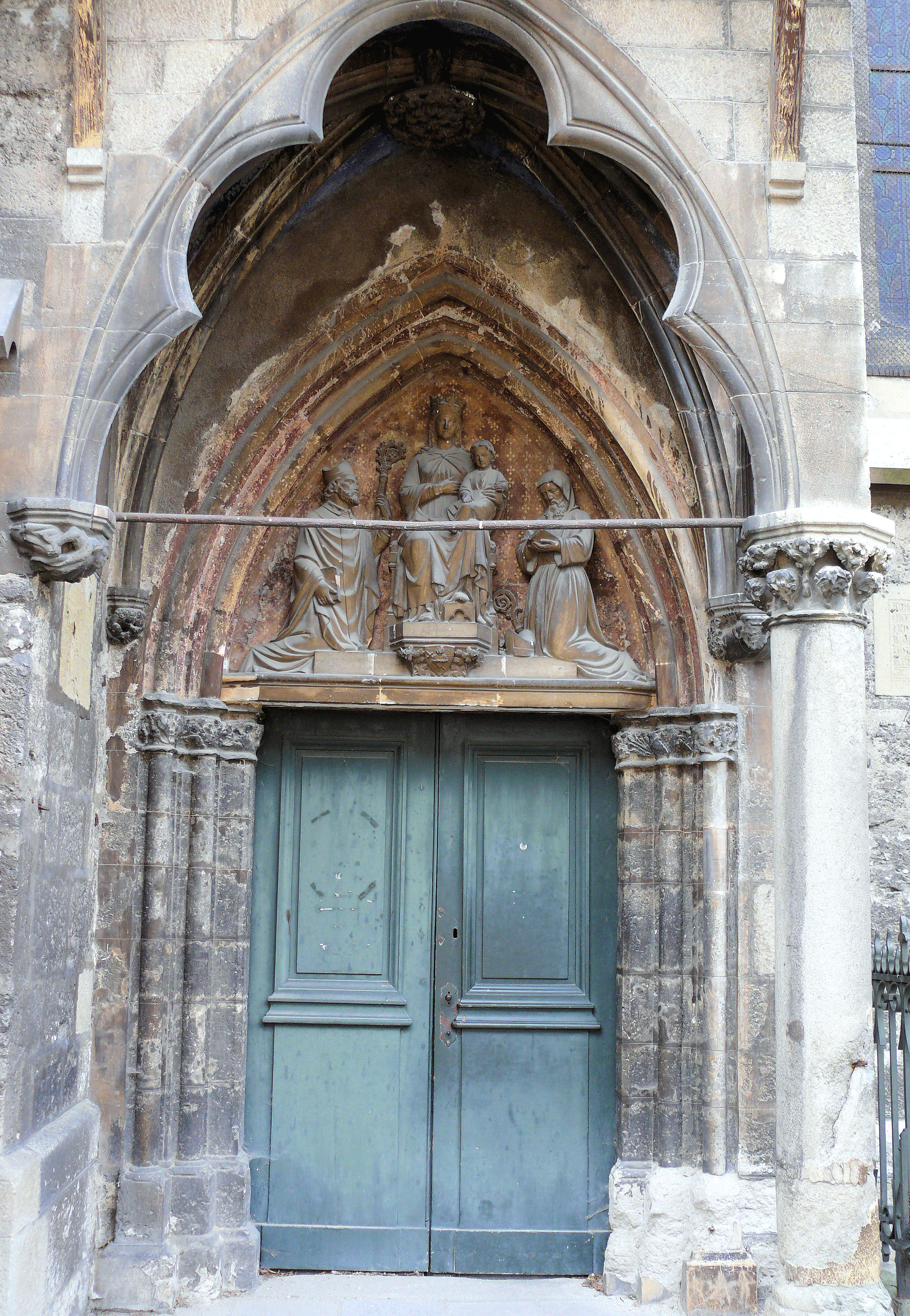
Portale laterale nord del XIV secolo
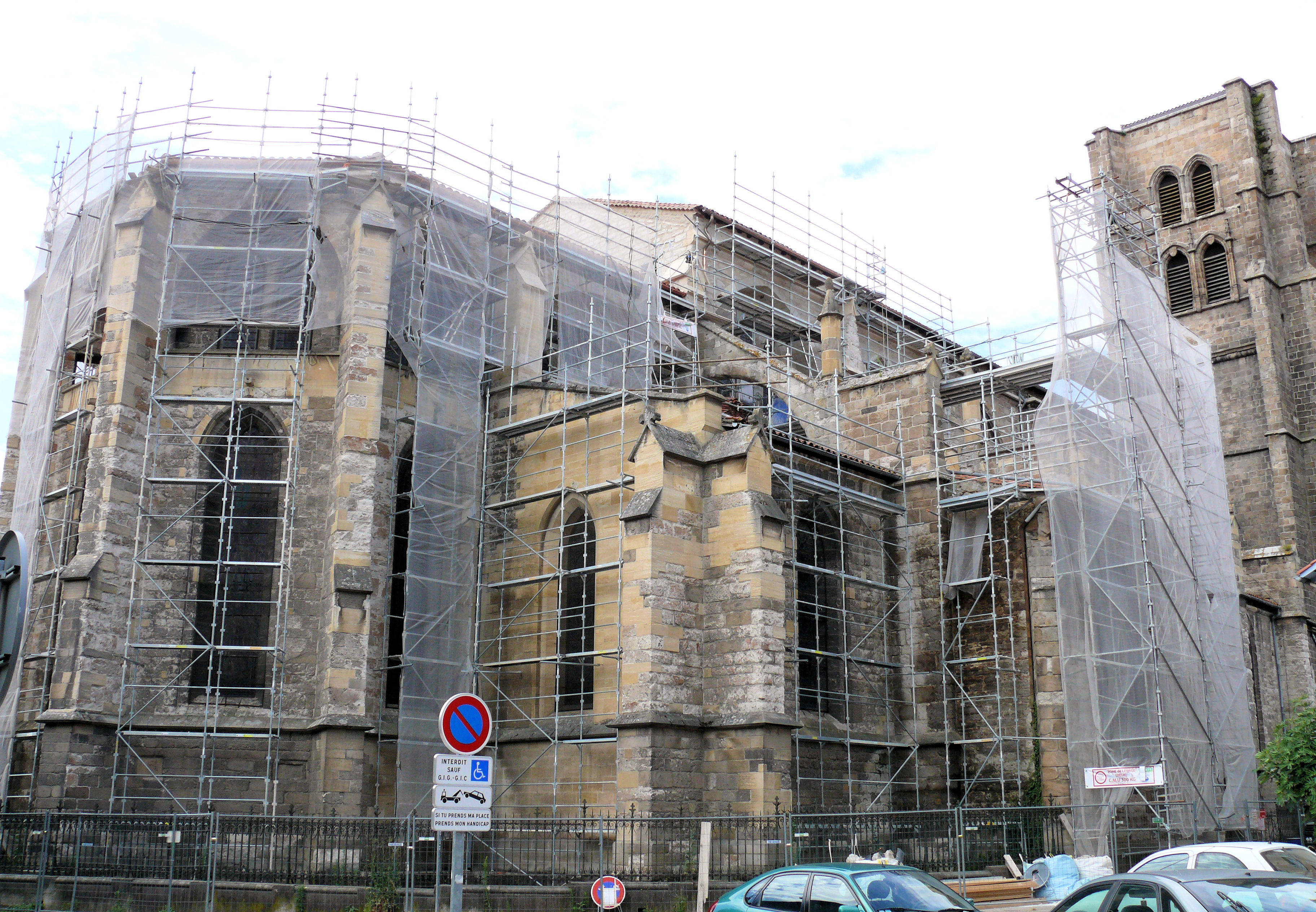
L'abside in corso di restauro
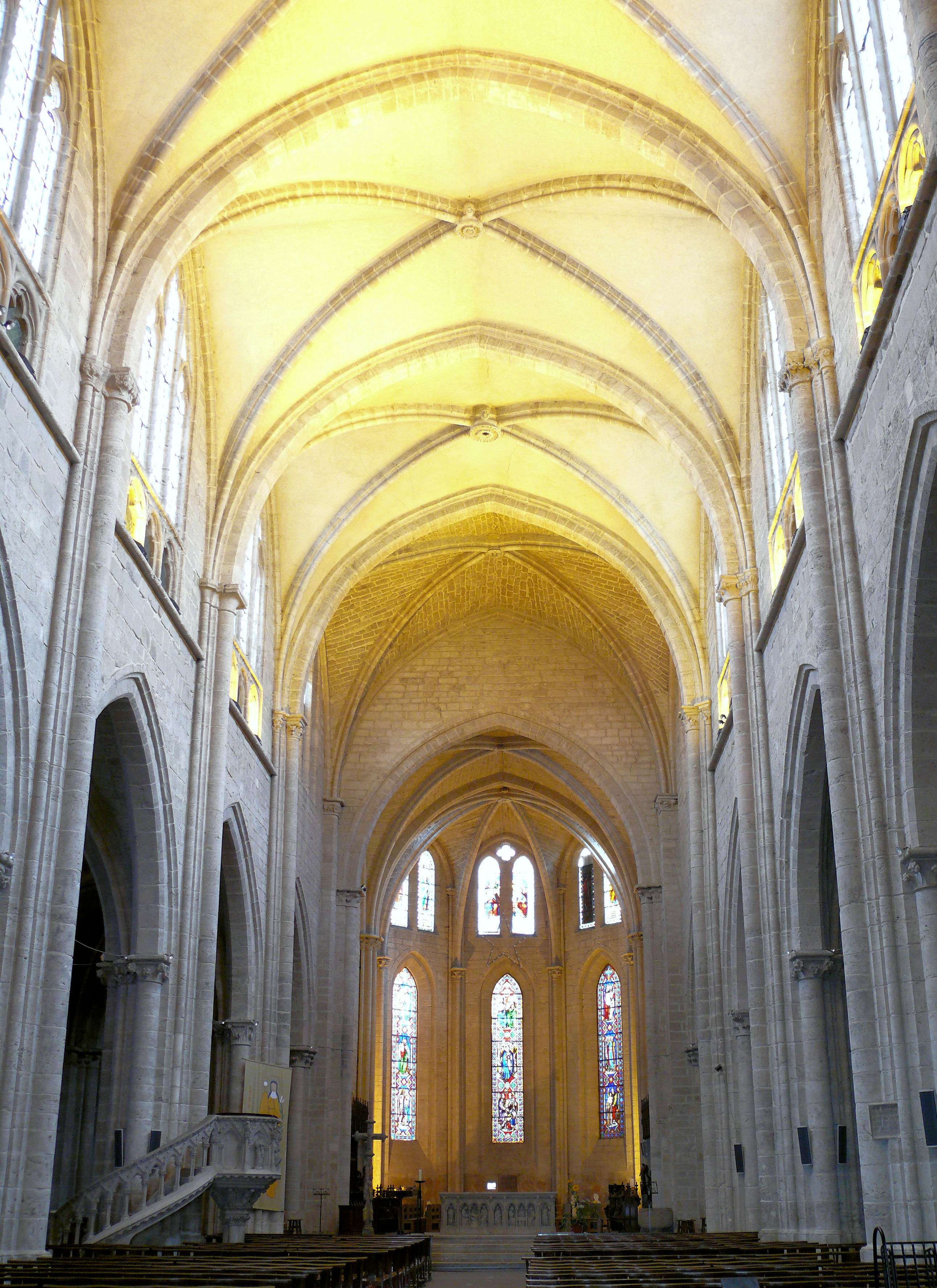
Navata centrale
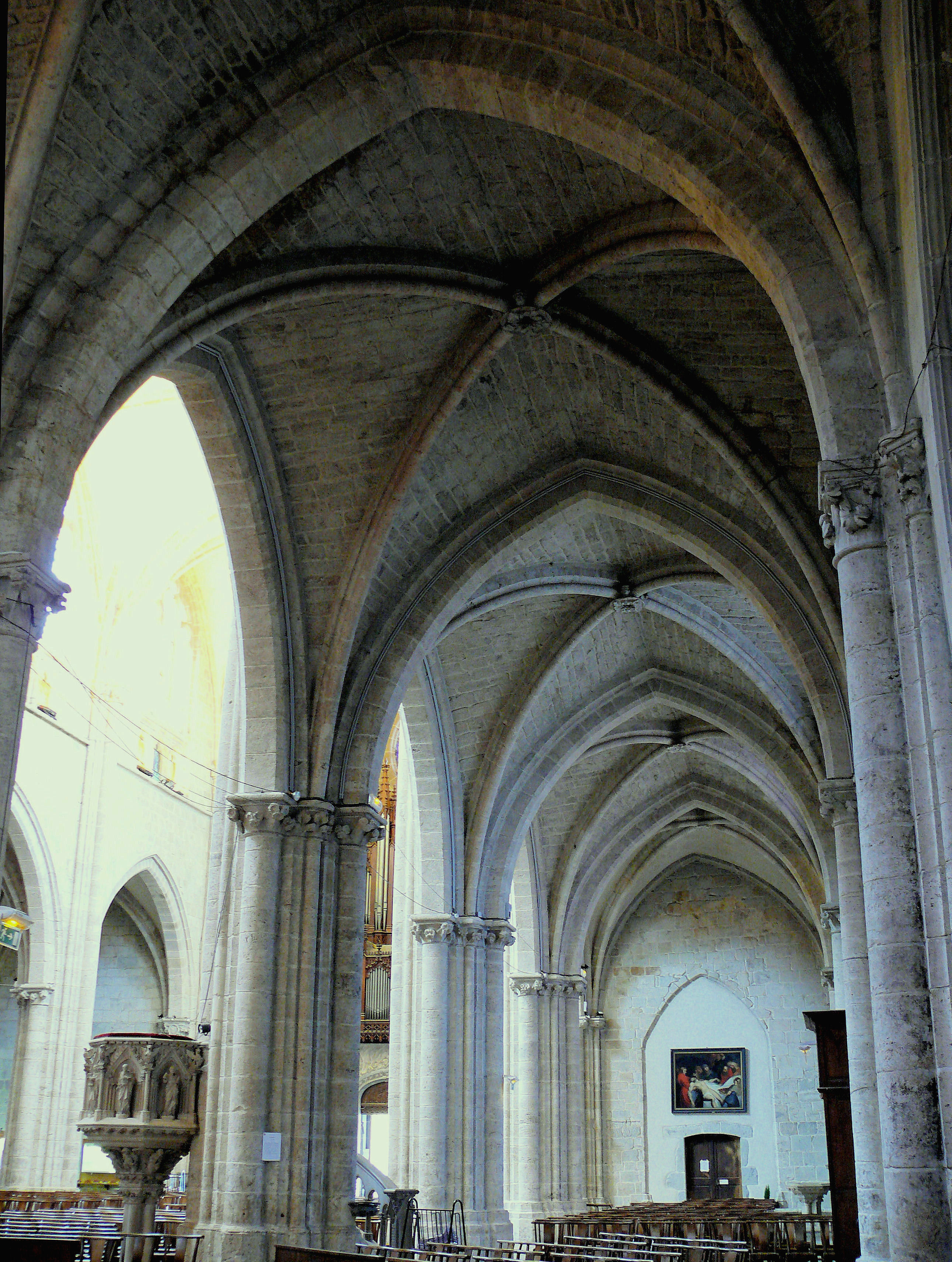
Collaterale sud
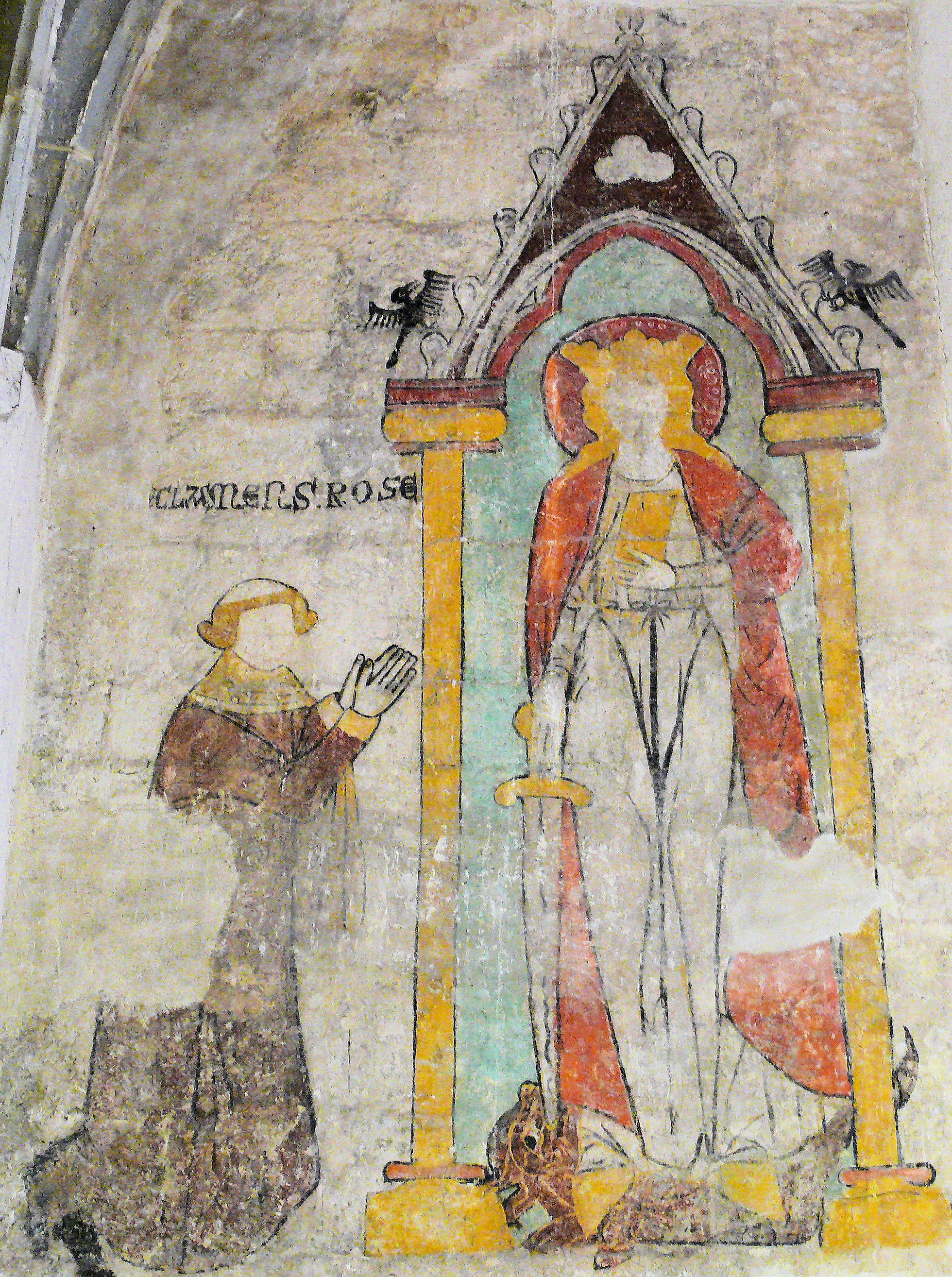
Dipinto murale della cappella di Sant'Andrea
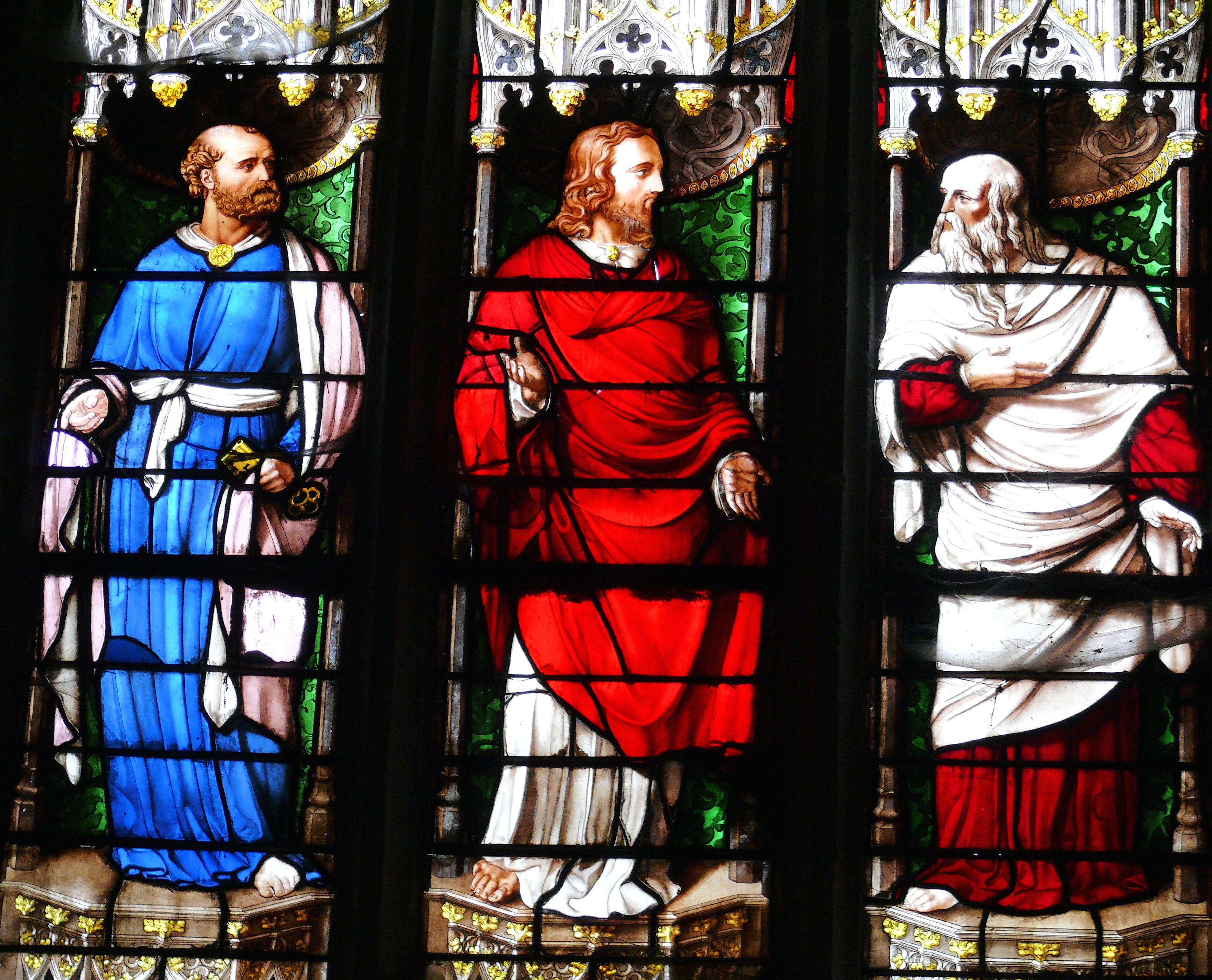
Vetrata della cappella di Sant'Andrea: Il Cristo tra i santi Pietro e Paolo
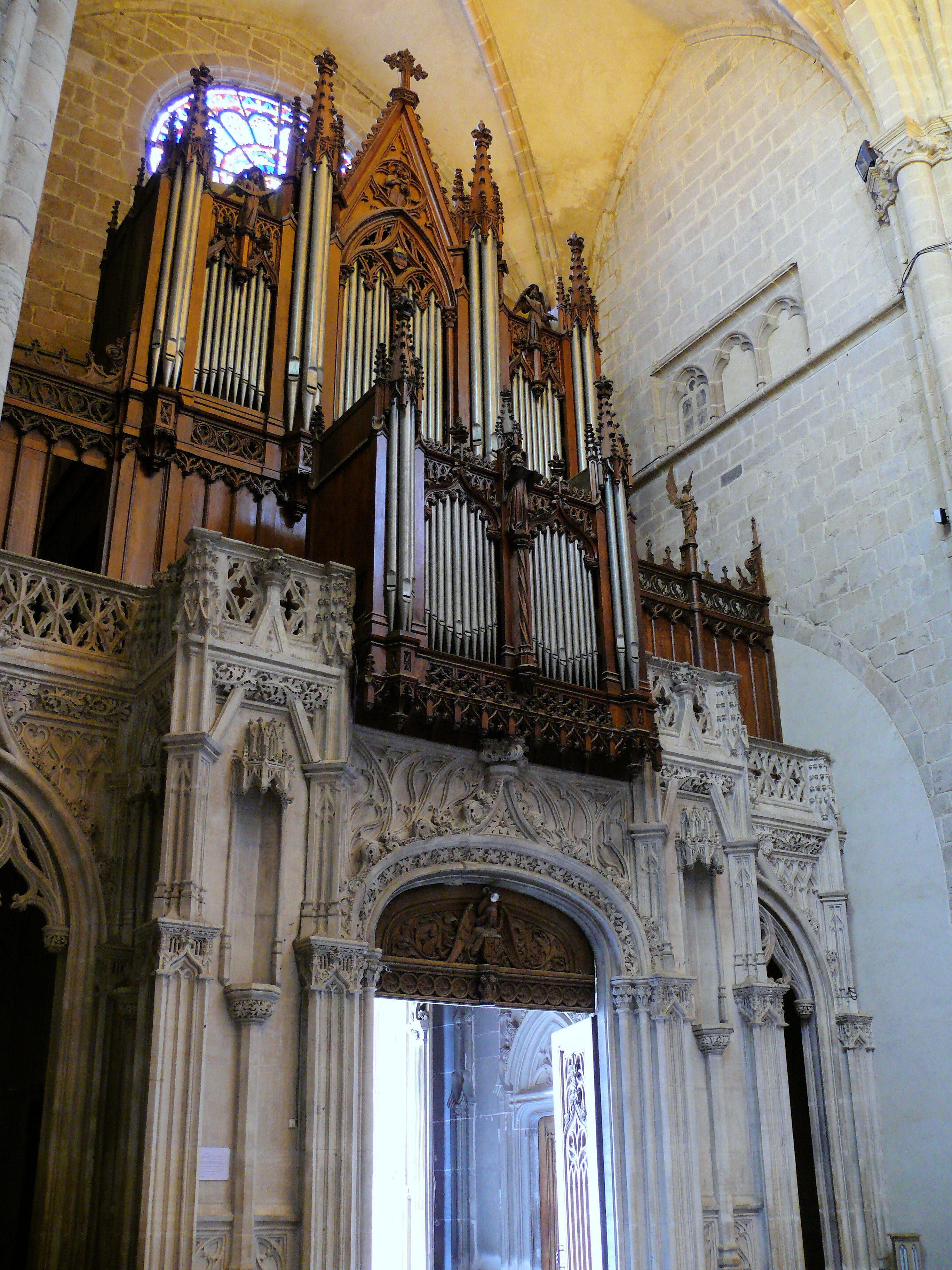
L'organo storico Callinet